# Міністерство аграрної політики України
Міністе́рство агра́рної полі́тики Украї́ни (Мінагрополітики України) — колишній центральний орган виконавчої влади України. У результаті адміністративної реформи 2010 року реорганізоване в Міністерство аграрної політики та продовольства України. 7 червня 2000 року затверджено Положення про Міністерство аграрної політики України.
Мінагрополітики було головним органом виконавчої влади щодо реалізації державної аграрної політики, продовольчої безпеки держави, державного управління у сфері сільського господарства, садівництва, виноградарства, харчової промисловості, рибного господарства, переробки сільськогосподарської продукції.

## Завдання
- забезпечення реалізації державної аграрної політики, організація розроблення та здійснення заходів щодо гарантування продовольчої безпеки держави;
- забезпечення здійснення державного управління у сфері сільського господарства, садівництва, виноградарства, харчової промисловості, рибного господарства, переробки сільськогосподарської продукції;
- організація та забезпечення проведення аграрної реформи, здійснення її моніторингу, розроблення і реалізація заходів щодо структурної перебудови галузей агропромислового виробництва, участь у реалізації державної політики у сфері підприємництва;
- участь у формуванні та реалізації соціальної політики у сільській місцевості;
- координація діяльності органів виконавчої влади з питань реалізації державної аграрної політики, соціальної політики у сільській місцевості, забезпечення продовольчої безпеки держави, проведення аграрної реформи.

## Структурні підрозділи
- Департамент з контролю апарату міністерства та роботи з персоналом
- Департамент стратегії розвитку аграрної економіки
- Департамент фінансово-кредитної та податкової політики
- Департамент міжнародної інтеграції, інвестиційної політики та розвитку аграрного бізнесу
- Департамент науково-технічної політики
- Департамент розвитку соціальної інфраструктури сільської місцевості
- Департамент ринків продукції рослинництва та розвитку насінництва
- Департамент ринків продукції тваринництва з Головною державною племінною інспекцією
- Департамент формування та функціонування аграрного ринку
- Департамент аграрної освіти та науки
- Департамент з управління державною власністю та бухгалтерського обліку
- Управління реформування управління АПК та соціально-трудових відносин
- Управління взаємодії з ВРУ, ЗМІ та громадськістю
- Управління ревізії і контролю
- Юридичне управління
- Головна державна інспекція якості та сертифікації сільськогосподарської продукції (відділ)
- Державна інспекція по нагляду за технічним станом машин, обладнання та якістю пально-мастильних матеріалів
- Відділ охорони праці, пожежної безпеки та безпеки дорожнього руху
- Перший відділ
- Другий відділ
- Центральна диспетчерська Мінагрополітики
- Управління патронатної служби Міністра

## Урядові органи державного управління
- Державний департамент продовольства (ліквідовано відповідно до постанови Кабінету Міністрів України від 28 березня 2011 року № 346)
- Державний департамент ветеринарної медицини
- Державний департамент рибного господарства (ліквідовано відповідно до наказу Мінагполітики від 13 грудня 2006 року № 767)

## Виноски
1. ↑  Указ Президента України від 9 грудня 2010 року № 1085/2010 «Про оптимізацію системи центральних органів виконавчої влади»
2. ↑  zakon.rada.gov.ua https://zakon.rada.gov.ua/cgi-bin/laws/main.cgi?nreg=772/2000. Процитовано 18 січня 2019. {{cite web}}: Пропущений або порожній |title= (довідка)